# Comedy Central Nederland
Comedy Central Nederland ist der niederländische Ableger des US-Senders Comedy Central. Er startete am 30. April 2007 um 20:00 Uhr auf der gemeinsamen Frequenz mit dem Schwestersender Nickelodeon Nederland und ersetzte den Musik- bzw. Comedysender The Box (bzw. The Box Comedy). Am 1. Oktober 2008 startete ein Pay-TV-Sender von Comedy Central, der 24 Stunden lang sendet. Er heißt Comedy Central Family. Ab dem 14. Februar 2011 sendete Comedy Central auf dem Platz von TMF Nederland und sendete dort von 15:00 Uhr bis 6.00 Uhr, in der übrigen Zeit übernahm TMF anfangs. Von April 2011 bis Oktober 2013 wurde der Platz von 6:00 bis 15:00 Uhr vom Kindersender Kindernet übernommen. Am 1. November 2013 ist Kindernet eingestellt worden und Comedy Central fortan 24 Stunden zu sehen.

## On Air-Design

### 1. Design
Zum Start von Comedy Central Nederland gab es das gleiche Design wie in Schweden. Das Logo war in verschiedenen Blau/Violett-Tönen gehalten. Es wurde bis zum 17. Oktober 2010 eingesetzt. Der Claim lautete Enjoy Daily.

### Redesign (16:9)
Nachdem am 14. Oktober 2010 Deutschland ein neues Design bekam, das in einer 3D-Welt dargestellt wird, bekam Comedy Central Nederland das Design am 18. Oktober 2010 und sendete seitdem in 16:9. Der Claim lautete weiterhin Enjoy Daily. Januar 2011 erhielt auch Comedy Central Sverige das neue Design.

### Relaunch 2011
Am 1. Oktober 2011 hat Comedy Central Nederland das neue Design und das neue Logo bekommen.

## Sendungen
Sendungen sind zum Beispiel:
- Archer
- Call Me Fitz
- Die Simpsons
- Family Guy
- Frasier
- Malcolm mittendrin
- Scrubs – Die Anfänger
- South Park
- Futurama
- My Name Is Earl
- New Kids (Eigenproduktion)
- Popoz (Eigenproduktion)